# San Pedro Castañero
San Pedro Castañero es un pueblo situado en el municipio de Castropodame, comarca de El Bierzo, en la provincia de León, en la comunidad autónoma de Castilla y León, España.
Tiene 120 casas distribuidas en dos barrios, escuela de primeras letras e iglesia parroquial, llamada de San Pedro Advíncula.
Hoy en día se siguen conservando algunas edificaciones antiguas, en las que se pueden contemplar materiales de construcción utilizados en tiempos pasados como el adobe, la madera y la piedra, así como tejados de pizarra.
El clima es mediterráneo continentalizado con influencia de la montaña, destacando sus fríos inviernos.
El municipio forma parte de la zona de producción de seis productos que sobresalen por su calidad: el vino, la manzana reineta, el pimiento, el botillo, la cecina y la pera. Pero como su nombre bien indica, destacaba por el gran número de castaños en sus alrededores y que desafortunadamente en los 15 o 20 últimos años por falta de agua y nieve se han secado, quemado, atacados por la enfermedad del chancro y por las llúvias ácidas emitidas por la central térmica de Compostilla.[cita requerida]

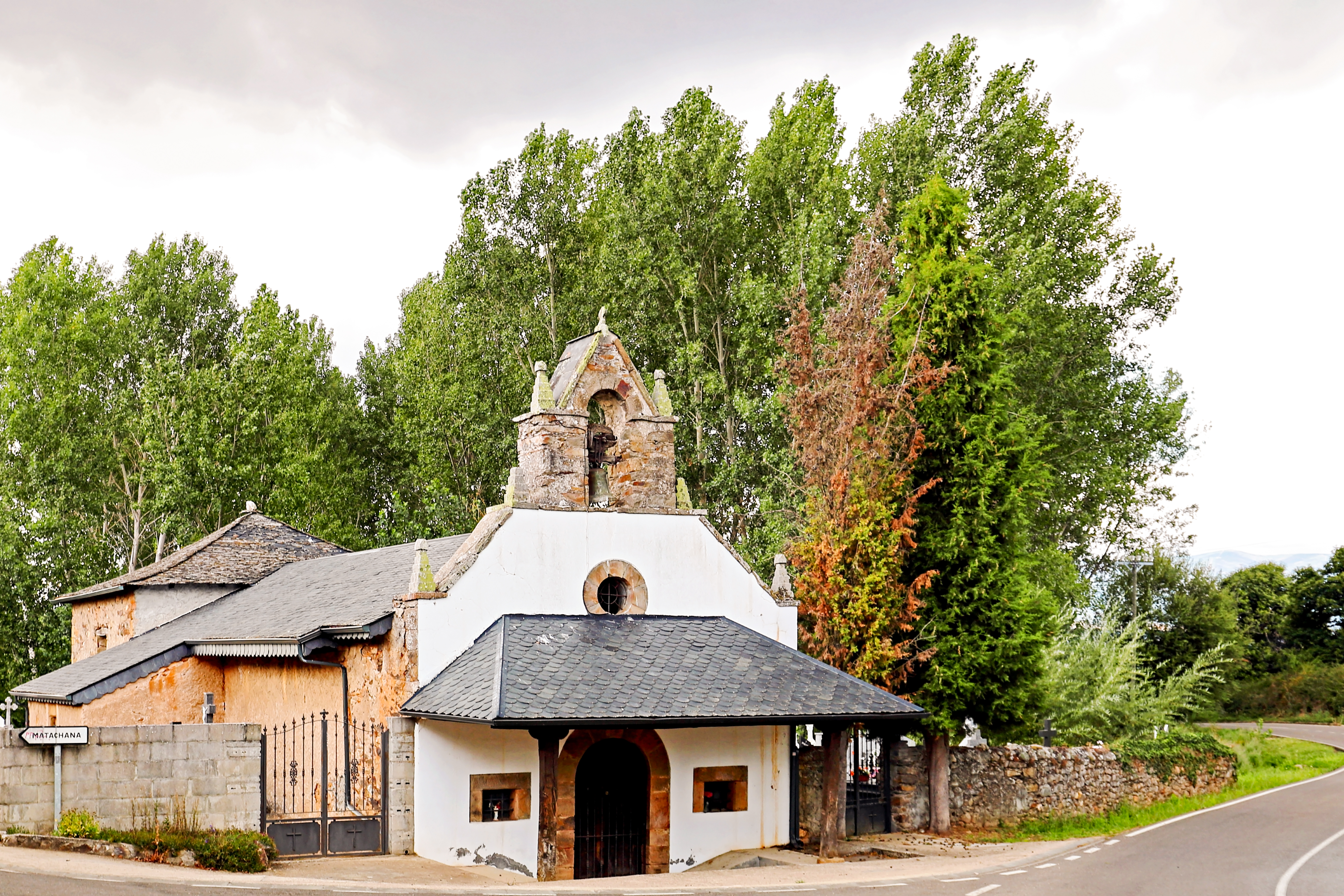
Iglesia de San Pedro Advíncula

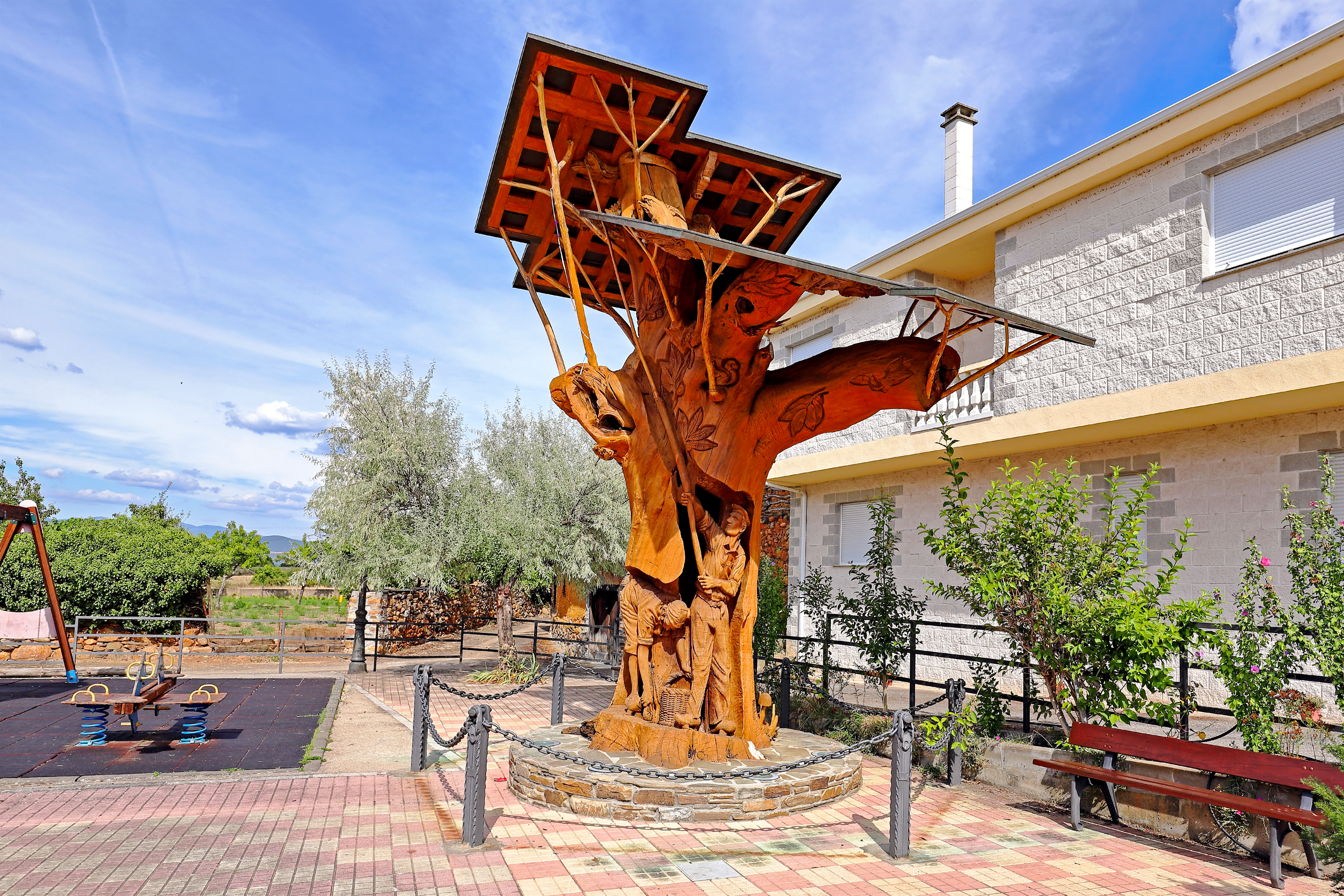
Homenaje al trabajo en el castaño

## Historia
El origen histórico hay que ponerlo en relación con la fundación del Monasterio de San Pedro y San Pablo que se encontraría en el territorio conocido como El Tirano.
La primera referencia escrita sobre este paraje data del año 960, aludiéndose a él como Pedro Diacono y Teodomundo, lo que lleva a deducir que serían sus fundadores y por tanto, sus primeros habitantes.
En el siglo XV, San Pedro Castañero era una villa integrada por dos barrios: el de arriba, gobernado por los Enríquez, señores de Bembibre; y el de abajo, dependiente de los Osorio, señores de Villalebos.
En 1482 es cuando legalmente se constituye el señorío por los Mendaña, hasta 1620 en que, tras agotarse la línea varonil de estos, pasa a ser propiedad de los Maldonado.
El Antiguo Régimen es el periodo histórico, marcado por la heterogeneidad, la diferenciación estamental, la dependencia del sector agropecuario y la proliferación de una población rural.
En este complejo sistema, una minoría privilegiada, la nobleza y el clero, acaparaba la mayor parte del terrazgo productivo y especulaba con el fruto de las cosechas, abocando a la subsistencia a los menos favorecidos.
Dentro de esa élite privilegiada, el poder se inclinaba del lado de la aristocracia, mientras que en la parte más baja de la misma, existía una oligarquía de escasos recursos.
En el siglo XIX se producen reformas, y las medidas decretadas en el Trienio Liberal (1820 - 1823) suponen una reorganización espacial en ayuntamientos constitucionales, siendo el de San Pedro Castañero uno de los que se formó por entonces en esta cuenca del Boeza e incluso se convirtió en su centro neurálgico, integrando otras localidades de Castropodame.
A lo largo del periodo mencionado, la ermita del Santo Cristo del Cubillo, entre otras, representa la sacralidad en esta villa, que comparte el dezmario con la iglesia de San Pedro Advíncula.

## Fiestas
Las fiestas de San Pedro son el segundo fin de semana de agosto y el 9 de febrero Santa Apolonia